# Toetoeboeka
Toetoeboeka is een dorp in het district Sipaliwini in Suriname.
Het dorp maakt deel uit van een aantal aan elkaar gegroeide dorpen aan de Boven-Surinamerivier, met ernaast Ladouanie en stroomafwaarts Ladouanie Airstrip, Tjaikondre, Nieuw-Aurora en Aurora.
Het dorp had medio jaren 1970 rond de 1000 inwoners, van wie 700 kinderen.
Abenaston · Adawai · Akisiaman · Akwaukondre · Amakakondre · Asenbaso · Asidonhopo · Atjoni · Aurora · Begoeba · Begoon · Bekiokondre · Bendikwai · Bendiwata · Biudoematoe  · Bofokoele · Botopasi · Dan · Dangogo · Daume · Debikè · Deboo · Djemongo · Djoemoe · Duwatra · Foetoenakaba · Gingiston · Goddo · Godowatra · Goejaba · Gran Slee · Grantatai · Gunsi · Heikoenoenoe · Jawjaw · Kaajapati · Kajana · Kambaloea · Kampoe · Koonoo · Kuututen · Ladouanie · Lespansi · Ligorio · Malobi · Malroseekondre · Masiakriki · Moitori · Nazaleti · Nieuw-Aurora · Padalafanti · Pambo Oko · Pikin Slee · Pingpe · Pokigron · Saloebanga · Semoisi · Soolan · Stonhoekoe · Tjaikondre · Toemaripa · Toetoeboeka